# Gordie Howe Trophy
Gordie Howe Trophy byla hokejová trofej udělovaná každoročně nejužitečnějšímu hráči v základní části ligy World Hockey Association. Trofej se jmenovala v letech 1973-1975 Gary L. Davidson Award, jeden ze zakladatelů WHA. Na počest kanadského útočníka Gordie Howe, byla trofej přejmenována na Gordie Howe Trophy.

## Držitelé Gordie Howe Trophy
| Rok       | Jméno         | Tým                 |
| --------- | ------------- | ------------------- |
| 1978/1979 | Dave Dryden   | Edmonton Oilers     |
| 1977/1978 | Marc Tardif   | Quebec Nordiques    |
| 1976/1977 | Robbie Ftorek | Phoenix Roadrunners |
| 1975/1976 | Marc Tardif   | Quebec Nordiques    |
| 1974/1975 | Bobby Hull    | Winnipeg Jets       |
| 1973/1974 | Gordie Howe   | Houston Aeros       |
| 1972/1973 | Bobby Hull    | Winnipeg Jets       |